# Hinterer Seekopf
Der Hintere Seekopf ist ein 3234 m ü. A. hoher Berggipfel des Eichhamstocks in der Venedigergruppe in Osttirol (Österreich). Er liegt an der Grenze zwischen den Gemeinden Matrei in Osttirol und Prägraten am Großvenediger. Benachbarte Gipfel sind der Vorderer Seekopf im Nordosten, die Hohe Achsel im Osten und der Kleine Hexenkopf im Süden. Die Erstbesteigung erfolgte am 13. August 1898 durch H. v. Ficker und L. Prochaska.

## Lage
Der Hintere Seekopf liegt im Norden des Eichhamstocks im Bereich der Kernzone des Nationalparks Hohe Tauern. Südöstlich befindet sich der Talkessel des Eissees mit der Eisseehütte und dem Timmeltal, im Nordosten das Löbbental mit der Badener Hütte und im Osten das Frosnitztal. Mit dem nur unwesentlich höheren, nordwestlich gelegenen Vorderen Seekopf 3280 m ü. A. ist der Hintere Seekopf durch den Nordwestgrat verbunden, mit der Hohen Achsel 3161 m ü. A. durch den Ostgrat. Der Südgrat führt hinab auf die Seekopfscharte 3042 m ü. A., wo ein Übergang auf den Kleinen Hexenkopf 3144 m ü. A. möglich ist. Zwischen Weißspitze, den Seeköpfen und den Hexenköpfen erstreckt sich das Garaneberkees, im Norden befindet sich das mächtige Frosnitzkees. In der Seekopfscharte stößt zudem das Garaneberkees mit dem Malfrosnitzkees zusammen.

## Aufstiegsmöglichkeiten
Der Hintere Seekopf ist ein alpin untergeordneter Berg, dient jedoch auch als Winterziel. Der Normalweg auf den Hinteren Seekopf erfolgt über die Eisseehütte und den Eissee, wobei der Anstieg danach weglos nach Osten über Steinhalden in Richtung der Seekopfscharte führt. Vor Beginn des Garaneberkees' erfolgt der Aufstieg linkshaltend in direkter Linie bis zum Gipfel des Hinteren Seekopfs. Vom Hinteren Seekopf kann zudem der Vordere Seekopf über den fast ebenen, rund 500 Meter langen, Verbindungsgrat erstiegen werden.
Alternativ kann der Seekopf analog zur Erstbesteigung auch vom Wallhorntörl begangen werden, wobei hier das Garaneberkees begangen wird und kurz danach im Nordwestbogen der Schneegipfel erreicht (Schwierigkeit I nach UIAA). Eine weitere Variante stellt der Südgrat dar, der von den Erstbesteigern als Abstieg verwendet wurde. Hierbei wird der durchwegs nicht steile Felskamm von der Seekopfscharte zum Gipfel gewählt.(Schwierigkeit I nach UIAA). Zudem kann die Ersteigung über den Ostgrat erfolgen, der erstmals am 28. Juli 1905 von den Erstbesteigern des Vorderen Seekopfs begangen wurde (Schwierigkeit II nach UIAA).